# 新發邨
新發邨（英語：San Fat Estate）是屯門區一條已拆卸的公共屋邨，也是屯門區內首個公共屋邨。現址為位於港鐵屯門站旁的私人屋苑瓏門，鄰近屯門市中心、新墟及屯門公園。

## 歷史
新發邨屬於徙置區，建於青山灣的填土地上，於1971年9月10日落成入伙，原稱青山新區大廈（「青山」是「屯門」舊稱）；1973年改由香港房屋委員會負責屋邨管理，易名為青山邨（英語：Castle Peak Estate）。
1974年，香港政府為配合將「青山區」更名為「屯門區」，故將青山邨同時易名。新發邨中的「新」是指新界鄉議局前主席、時任屯門鄉事委員會主席陳日新；「發」則是指時任屯門鄉事委員會副主席、鄉議局前主席兼前立法會議員劉皇發。政府為表揚2人之貢獻，故以2人之名字為屋邨命名。
及後因為興建九廣西鐵（今港鐵屯馬綫）屯門站，於2000年收回新發邨，並於2002年3月尾至2002年11月連同旁邊的「新墟遊樂場」一起拆卸。除了提供工地，最重要的是提供土地作地產發展，以及興建公共交通交匯處。該用地部份土地曾經為臨時停車場及屯門站臨時公共交通交匯處一部份，現為新鴻基地產上蓋住宅物業瓏門及V city商場，已於2013年8月竣工及入伙。

## 屋邨資料

### 歷代樓宇
| 樓宇座號 | 樓宇類型 | 落成年份 | 拆卸年份 | 承建商   | 樓宇層數 | 提供升降機的廠商 | 安置屋邨 |
| -------- | -------- | -------- | -------- | -------- | -------- | ---------------- | -------- |
| 第1座    | 第六型   | 1971年   | 2002年   | 宏昌建築 | 16       | 富士機械 (FUJI)  | 富泰邨   |
| 第2座    | 第六型   | 1971年   | 2002年   | 宏昌建築 | 8        | 富士機械 (FUJI)  | 富泰邨   |
| 第3座    | 第六型   | 1971年   | 2002年   | 宏昌建築 | 16       | 富士機械 (FUJI)  | 富泰邨   |
| 第4座    | 第六型   | 1971年   | 2002年   | 宏昌建築 | 8        | 富士機械 (FUJI)  | 富泰邨   |

全邨樓宇均牽涉26座問題公屋醜聞，其混凝土強度未達高層單位20.7MPa或低層單位31MPa的標準，相關樓宇已納入整體重建計劃下重建。

### 設施
新發邨共有4座樓宇、一所幼稚園（佛教鄭金幼稚園）及1所小學（中華基督教會何福堂小學），屋邨範圍亦設有石地足球場及一個籃球場，商舖及休憩公園。中華基督教會何福堂小學現已遷往龍門居旁。

### 其他
- 九廣輕鐵（兩鐵合併後簡稱輕鐵）原來亦有一車站以新發邨命名：新發站。該站亦因配合西鐵興建而拆卸重建，即現在的屯門站。
- 據位於屯門的馬錦明慈善基金馬可賓紀念中學副校長蘇振威先生所指，該校籃球場的木製看台，是來自新發邨的石地足球場。[來源請求]

## 事件
- 1983年1月20日，一名男子在邨內第1座755室搶劫當時年約13歲的女童，並劫去160元，肇事男子不知所終。相隔38年，警方在2021年8月拘捕該名58歲男子，並被控一項強姦罪及搶劫罪。[2]不過由於女事主已在1999年因抑鬱症自殺身亡，涉案單位亦已拆卸多年，控方一度撤回強姦控罪，案件到2022年4月底將交由高等法院審訊，[3][4]惟隨後控方就強姦罪再作檢控，最終於2023年11月被高等法院裁定罪名成立，判囚7年。[5]

## 外部連結
- 屯門區相片

22°23′41″N 113°58′23″E / 22.3948°N 113.97312°E